# على الواجهة البحرية
على الواجهة البحرية (بالإنجليزية: On the Waterfront)‏ فيلم دراما وجريمة أمريكي من إخراج إيليا كازان وتأليف بود شولبيرغ، ومن بطولة مارلون براندو وكارل مالدن وليو جي. كوب ورود ستايغر، وإيفا ماري سانت في أول فيلم لها. موسيقى الفيلم من تلحين ليونارد برنستاين. الفيلم مبني على سلسلة مقالات نشرت في صحفية نيويورك صن تحت عنوان جرائم على الواجه البحرية (Crime on the Waterfront) بقلم مالكولم جونسون، وربحت جائزة بوليتزر لأفضل تقارير محلية. الفيلم يسلط الضوء على الفساد والابتزاز على مرافئ مانهاتن وبروكلين.
صدر الفيلم في 28 يوليو 1954، وحقق نجاح نقدي وتجاري كبير. حاز الفيلم على 12 ترشيح لجائزة الأوسكار، فاز بثمانية منها، بما في ذلك أفضل فيلم وأفضل ممثل لمارلون براندو، وأفضل ممثلة مساعدة لإيفا ماري سانت، وأفضل مخرج لإيليا كازان. كما حصل مارلون عن الفيلم ذاته على جوائز أخرى من بينها جائزة الغولدن غلوب لأفضل ممثل، وجائزة الأكاديمية السينمائية البريطانية لأفضل ممثل أجنبي، وجائزة أفضل ممثل في مهرجان كان السينمائي.

## القصة
زعيم نقابة عمال الموانئ الفاسد جوني فريندلي يسيطر بقبضة حديدية على الواجهة البحرية، والشرطة تعلم بأن فريندلي وراء الكثير من الجرائم ولكنها لا تستطيع أن تفعل شيئا لأن عمال الميناء يلتزمون الصمت خوفا على وظائفهم، تيري مالوي (مارلون براندو) ملاكم سابق يعمل كعامل ميناء لدى فريندلي وأخوه تشارلي «ذا جنت» (رود ستايغر) هو اليد اليمنى لجوني فريندلي، قبل سنوات عندما كان تيري ملاكما واعدا أعطى جوني فريندلي أوامر لتشارلي بأن يجعل أخيه يخسر بتعمد مباراة ملاكمة لأن فريندلي راهن بأمواله لصالح الملاكم الآخر، في يوم ما يشاهد تيري رجال فريندلي يقتلون أحد عمال الميناء، ولاحقا يقابل تيري أخت القتيل فيحس بالذنب، وتقوم هي بتعريفه على الأب بيري الذي يحاول جاهدا أن يجعل تيري يقدم معلوماته عن الحادثة إلى المحكمة.

## روابط خارجية
- على الواجهة البحرية على موقع IMDb (الإنجليزية)
- على الواجهة البحرية على موقع ميتاكريتيك (الإنجليزية)
- على الواجهة البحرية على موقع الموسوعة البريطانية (الإنجليزية)
- على الواجهة البحرية على موقع روتن توميتوز (الإنجليزية)
- على الواجهة البحرية على موقع نتفليكس (الإنجليزية)
- على الواجهة البحرية على موقع قاعدة بيانات الأفلام العربية
- على الواجهة البحرية على موقع ألو سيني (الفرنسية)
- على الواجهة البحرية على موقع Turner Classic Movies (الإنجليزية)
- على الواجهة البحرية على موقع أول موفي (الإنجليزية)
- على الواجهة البحرية على موقع بوكس أوفيس موجو (الإنجليزية)